# Меридиан (Айдахо)
Мери́диан (англ. Meridian) — город в округе Эйда в штате Айдахо. По данным переписи населения 2020 года, население Меридиана составляло 117 635 человек, что делает его вторым по величине городом в штате Айдахо после Бойсе
Меридиан считается  одним из самых быстрорастущих городов в Соединённых Штатах.
По данным переписи населения 2015 года, численность жителей составляет приблизительно 90 739 человек.

## История
Город был основан в 1891 к северу от своего нынешнего положения. Первоначально он назывался Хантер. Двумя годами позже Независимый орден тайной братии (англ.) основал ложу, названную Меридиан, поскольку она находилась на том же меридиане, что и столица Айдахо Бойсе. По этой ложе город и получил своё современное название. В 1892 году вокруг Меридиана была создана обширная система оросительных каналов. Спустя 10 лет, в 1902 году, Меридиан получил статус города.

## Правительство
У города Меридиан есть мэр, который служит четыре года и получает годовую зарплату в размере $ 90,956 (по данным  2018 года).
В Меридиане существует городской совет из шести членов. Каждые два года три места в  совете подлежат переизбранию. Члены Совета выполняют свои обязанности в течение четырех лет и получают ежегодную компенсацию в размере 10 000 долларов начиная с 2018 года.

## Описание
Меридиан является вторым по величине городом в округе после Бойсе и третьим по величине в штате — после Бойсе и Нампы. На 2010 год население Меридиана составляло 75 092 человека. Меридиан является самым быстрорастущим городом штата: по сравнению с 1990 годом (9 596) население увеличилось на 683 %. Меридиан расположен на возвышенности примерно в 800 метров. Площадь города составляет 88,15 км². Ниже приведены динамика численности населения и климатограмма Меридиана.
|                                                             | \| Климатограмма Меридиана \| Климатограмма Меридиана \| Климатограмма Меридиана \| Климатограмма Меридиана \| Климатограмма Меридиана \| Климатограмма Меридиана \| Климатограмма Меридиана \| Климатограмма Меридиана \| Климатограмма Меридиана \| Климатограмма Меридиана \| Климатограмма Меридиана \| Климатограмма Меридиана \| \| ----------------------------------------------------------- \| ----------------------- \| ----------------------- \| ----------------------- \| ----------------------- \| ----------------------- \| ----------------------- \| ----------------------- \| ----------------------- \| ----------------------- \| ----------------------- \| ----------------------- \| \| Я \| Ф \| М \| А \| М \| И \| И \| А \| С \| О \| Н \| Д \| \| 31.5 3 −4 \| 26.2 7 −2 \| 35.3 13 1 \| 31.2 17 4 \| 35.3 22 8 \| 17.5 27 12 \| 8.4 33 16 \| 6.1 32 16 \| 14.7 26 11 \| 19.0 18 5 \| 34.3 9 0 \| 39.4 3 −4 \| \| Температура в °C • Сумма осадков в мм Источник: weather.com \| \| \| \| \| \| \| \| \| \| \| \| |           |           |           |            |           |           |            |           |          |           |
| Климатограмма Меридиана                                     | |           |           |           |            |           |           |            |           |          |           |
| Я                                                           | Ф | М         | А         | М         | И          | И         | А         | С          | О         | Н        | Д         |
| 31.5 3 −4                                                   | 26.2 7 −2 | 35.3 13 1 | 31.2 17 4 | 35.3 22 8 | 17.5 27 12 | 8.4 33 16 | 6.1 32 16 | 14.7 26 11 | 19.0 18 5 | 34.3 9 0 | 39.4 3 −4 |
| Температура в °C • Сумма осадков в мм Источник: weather.com | |           |           |           |            |           |           |            |           |          |           |